# 10776 Musashitomiyo
10776 Musashitomiyo eller 1991 CP1 är en asteroid i huvudbältet som upptäcktes den 12 februari 1991 av de båda japanska astronomerna Masaru Arai och Hiroshi Mori vid Yorii-observatoriet i Japan. Den är uppkallad efter fisken Musashitomiyo.
Asteroiden har en diameter på ungefär 3 kilometer.